# Беняса (комуна, Галац)
Беняса (рум. Băneasa) — комуна у повіті Галац в Румунії. До складу комуни входять такі села (дані про населення за 2002 рік):
- Беняса (1497 осіб)
- Рошкань (705 осіб)

Комуна розташована на відстані 221 км на північний схід від Бухареста, 58 км на північ від Галаца, 137 км на південь від Ясс.

## Населення
За даними перепису населення 2002 року у комуні проживали 2202 особи. Усі жителі комуни рідною мовою назвали румунську.
Національний склад населення комуни:
| Національність | Кількість осіб | Відсоток |
| -------------- | -------------- | -------- |
| румуни         | 2196           | 99,7%    |
| цигани         | 6              | 0,3%     |

Склад населення комуни за віросповіданням:
| Релігія     | Кількість осіб | Відсоток |
| ----------- | -------------- | -------- |
| православні | 2188           | 99,4%    |
| адвентисти  | 10             | 0,5%     |
| атеїсти     | 1              | < 0,1%   |

## Зовнішні посилання
- Дані про комуну Беняса на сайті Ghidul Primăriilor [Архівовано 15 травня 2012 у Wayback Machine.]